# Riksvei 2
Riksvei 2 (Rv2) er en  riksvei i Innlandet fylke i Norge. Den går langs floden Glommas østside fra Elverum til Kongsvinger, og derefter videre mod landgrænsen til Sverige. Fra Kongsvinger går vejen mod syd til Sigernessjøen, for så at passere Matrand og Skotterud, før den går mod sydøst forbi Magnor og ender ved grænsen til Sverige ved Morokulien i Eidskog kommune. I Sverige fortsætter vejen som Riksväg 61 gennem Eda, Arvika og Kil kommuner til Karlstad. Grænseovergangen ved Morokulien er efter Svinesund den mest trafikerede grænseovergang mellem Norge og Sverige.